# Pilisi ciszterci apátság
A Pilisi ciszterci apátság alapítása III. Béla magyar király nevéhez köthető, aki nem csak magyarországi, de európai szinten is komoly pártfogója volt a ciszterci rendnek. A mai Pilisszentkeresztre a franciaországi Acey-ból hívott szerzeteseket és építőmestereket, akik az Acey-ben ma is középkori állapotában megcsodálható templommal teljesen megegyezőt építettek az új helyen. Az apátság alapítása 1184. május 17-én történt.
Az apátság rövid időn belül komoly tekintélyt ért el, amit az is bizonyít, hogy Imre király náluk tette letétbe a keresztes háborúra szánt pénzt.
Összesen 41 helyen volt birtoka az apátságnak, melynek tagjaiból alakították 1190-ben a pásztói, 1232-ben a bélháromkúti és 1263-ban az ábrahámi apátságot.
II. András magyar király első felesége – IV. Béla király és Szent Erzsébet édesanyja – Gertrúd 1213-ban a pilisi erdőben merénylet áldozata lett, majd a Pilisi apátság templomában lett eltemetve. Valószínűsíthető, hogy síremlékét Erzsébet és férje, IV. Lajos türingiai tartománygróf rendelték, és magyarországi látogatásukkor – 1222-ben – Erzsébet felkereste édesanyja sírját. 1242-ben a tatárok az apátságot felégették, de IV. Béla király 1254. június 28-án minden régi kiváltságát megerősítette, s az újjáépítésre komoly anyagi és kiváltságbeli adományokat adott.
1526. szeptember 7-én a törökök teljesen elpusztították. Köveit az évszázadok alatt elhordták, csak a földben lévő alapok és lehullott kődíszítések maradtak meg. Az apátságot III. Károly állította helyre, ki 1712. október 5-én a velehradi apátsággal egyesítette. II. József a velehradi apátságot 1784. július 16-án megszüntette, így 1787. szeptember 16-ig, a magyarországi ciszterci rend megszüntetéséig, önálló volt. Ferenc király 1802. június 25-én állította vissza a ciszterci rendet, de a pilisi apátságot ekkor a pásztói ciszterci apátsággal egyesítette. Később, 1814. augusztus 19-én Dréta Antal pilis-pásztói apát zirci apáttá való kinevezésével a három apátság egyesült, Zirci apátság néven.